# Takudzwa Ngwenya
Pour les articles homonymes, voir Ngwenya.

a Compétitions nationales et continentales officielles uniquement.

b Matchs officiels uniquement.
Dernière mise à jour le 3 mai 2019.
Takudzwa Ngwenya, né le 22 juillet 1985 à Harare (Zimbabwe), est un joueur international américain de rugby à XV, qui joue avec l'équipe des États-Unis de 2007 à 2016, au poste d'ailier. 
C'était l'un des ailiers les plus rapides au monde. Sa vitesse lui a aussi valu d'être l'un des joueurs les plus spectaculaires de Top 14 lorsqu'il évoluait sous les couleurs du Biarritz olympique.

## Biographie

### Débuts
Takudzwa Ngwenya apprend le rugby au Zimbabwe au club de Mashonaland et à la Vainona High School, où il a fini ses études en 2003. Il va ensuite faire des études à la Plano High School (Plano, Texas, États-Unis) et il évolue au Dallas Athletic Rugby Club. Là, il connaît des sélections pour le Texas, l'équipe nationale des États-Unis des moins de 19 ans, puis enfin l'équipe nationale de rugby à sept. Il obtient sa première cape internationale le 8 septembre 2007 à l'occasion d’un match contre l'Équipe d'Angleterre. 

### Coupe du monde de rugby 2007
Takudzwa Ngwenya est retenu dans le groupe pour la Coupe du monde 2007. Il impressionne les observateurs en prenant de vitesse Bryan Habana pour inscrire un essai contre les Springboks. L'IRB le désigne comme l'essai de l'année 2007. Au cours du match de poule opposant l'équipe des États-Unis à celle de l'Afrique du Sud, Ngwenya a inscrit un essai qui a été élu par l'International Rugby Players Association « essai de l'année » et récompensé lors des IRB Awards 2007,. Au départ de cet essai, la passe d'un joueur sud-africain est interceptée par le flanker américain Todd Clever au niveau de la ligne des 5 mètres de son en-but. Après une course d'environ 25 mètres, Clever a passé à Alec Parker, qui à son tour a transmis la balle à Mike Hercus. Hercus a ensuite fait une longue passe à Ngwenya sur son aile droite. Ngwenya a alors été confronté à son vis-à-vis, l'ailier sud-africain élu joueur de l'année 2007 par l'IRB, Bryan Habana. Ngwenya l'a crocheté et dépassé, Habana, littéralement déposé par la pointe de vitesse de Ngwenya, n'ayant pu le rattraper.

### Championnat français - Top 14
Fort de cet exploit en coupe du monde, Ngwenya s'est vu offrir un mois d'essai au club des Saracens en Angleterre par leur nouvel entraîneur Eddie Jones. Également courtisé par d'autres grands clubs, il opte pour le club français du Biarritz olympique avec lequel il a signé le 6 novembre 2007 pour 2 ans. Il justifie ainsi son choix pour ce club : « Je voulais venir jouer en Europe mais je n'ai pas voulu aller en Angleterre : c'est un jeu fait pour les avants qui ne me convient pas. J'ai choisi de venir ici parce que je voulais apprendre le rugby. Et à ce moment-là, l'entraîneur était Patrice Lagisquet, un ancien grand ailier du club et du XV de France. Quand j'en ai parlé à mes entraîneurs aux États-Unis, ils m'ont dit que c'était un grand club, qu'il fallait que je fonce. ».
Il participe à la conquête de l'Amlin cup en 2012 et dispute la finale de Heineken Cup en 2010 contre Toulouse.
En mars 2009, il est sélectionné avec le XV du président, sélection de joueurs étrangers évoluant en France coachée par Vern Cotter, pour jouer un match amical contre les Barbarians français au Stade Ernest-Wallon à Toulouse. Le XV du président l'emporte 33 à 26.
Durant la saison 2011-2012, le Biarritz olympique atteint la finale du Challenge européen. Pour cette rencontre face au RC Toulon, il est titulaire et le BO l'emporte 21-18,.
Le 29 mars 2014, lors de la 23e journée de Top 14, il inscrit contre le Castres olympique son cinquantième essai dans le championnat de Top 14. Il inscrit un total de 93 essais toutes compétitions confondues et devient le meilleur marqueur du club en Coupe d'Europe avec 18 essais.
En 2016, il se met d'accord avec Biarritz pour mettre un terme à son contrat et rejoindre le club des Breakers de San Diego qui dispute la saison inaugurale du PRO Rugby après le dernier match match officiel du club basque. Toutefois, il ne termine pas la saison, et, sous l'excuse de se rendre au chevet « de son père victime d'un ennui de santé », il rejoint fin avril les États-Unis où il joue aussitôt un match contre San Francisco lors d'une victoire 46 à 33. Il termine la saison et dispute six rencontres et inscrit un essai.
Fin septembre 2016, il s'engage en tant que joker médical avec le club français du CA Brive qui évolue en Top 14 en remplacement de l'Australien Alfie Mafi.

## Statistiques en équipe nationale
- 36 sélections (35 fois titulaire)
- 65 points (13 essais)
- Sélections par année : 4 en 2007, 5 en 2008, 5 en 2009, 3 en 2010, 5 en 2011, 1 en 2012, 4 en 2013, 2 en 2014, 6 en 2015, 1 en 2016

En Coupe du monde :
- 2007 : 4 sélections (Angleterre, Tonga, Samoa, Afrique du Sud)
- 2011 : 3 sélections (Irlande, Russie,  Italie)
- 2015 : 3 sélections (Samoa, Écosse, Japon)

## Palmarès
- Biarritz olympique
  - Finaliste de la Coupe d'Europe en 2010
  - Vainqueur du Challenge européen en 2012